# Jiří Verner
genmjr. Jiří Verner (* 14. července 1962 Chrudim) je poradce náčelníka Generálního štábu Armády České republiky a bývalý velitel Vzdušných sil Armády České republiky. Na letounech L-29, L-39, Su-25, MiG-21 a JAS-39 nalétal přes 2100 hodin.

## Kariéra
V roce 1985 se stal absolventem Vysoké vojenské letecké školy v Košicích (dnes Vojenská letecká akadémia gen. M.R. Štefánika v Košiciach). Jeho aktivní služba začala v roce 1985 u 3. sboru taktického letectva Československého letectva. V letech 1994–1999 zastával velitelské funkce na stupních letka a sbor. V roce 1999 studoval Školu vzdušných a pozemních operací v Nizozemsku a o dva roky později prestižní americkou Leteckou válečnou akademii (Air War College) sídlící na letecké základně Maxwell v Montgomery ve státě Alabama. Roku 2001 se stal velitelem 21. základny taktického letectva v Čáslavi a tuto funkci zastával až do roku 2007. V té době se ve Švédsku přeškolil na stíhací letouny JAS-39 Gripen. V letech 2007–2008 působil v mezinárodním štábu velitelství NATO v Bruselu a od 1. března 2009 byl zástupcem velitele společných sil a velitelem Vzdušných sil AČR. V roce 2009 byl, jako 394. člověk, zapsán na listinu cti Letecké válečné akademie v Alabamě. Na listinu jsou zapsáni ti absolventi akademie, kteří dosáhnou významného profesního úspěchu. S aktivním létáním se generál Verner rozloučil nad pardubickým letištěm dne 31. května 2012, kdy zároveň skončil ve funkci velitele vzdušných sil. Na této pozici ho od 1. června nahradil plukovník gšt. Ing. Libor Štefánik.
Později se stal poradcem náčelníka Generálního štábu Armády České republiky.
Dne 28. října 2016 jej prezident Miloš Zeman jmenoval do hodnosti generálmajora.